# James Dunn (calciatore)
James Dunn (Glasgow, 25 novembre 1900 – 20 agosto 1963) è stato un calciatore scozzese, di ruolo centrocampista.

## Carriera

### Club
Ha giocato nel campionato scozzese e in quello inglese, dove vinse due titoli con l'Everton.

### Nazionale
Ha vestito la maglia della Nazionale scozzese tra il 1925 e il 1928, collezionando 6 presenze e due reti.

## Palmarès
- Campionato inglese: 1

Everton: 1931-1932
- Coppa d'Inghilterra: 1

Everton: 1932-1933